# 乌石镇 (紫金县)
乌石镇是原中国广东省河源市紫金县下辖的一个镇，位于紫金县东南部，2009年7月并入紫城镇。辖区总面积140.5平方公里，下辖1个社区10个村，总人口4.92万人。